# Лилиенфельд-Тоаль, Павел Фёдорович
Павел Феодорович Лилиенфельд-Тоаль (нем. Paul Frommhold Ignatius von Lilienfeld-Toal; 29 января (10 февраля) 1829, Белосток — 11 (24) января 1903, Санкт-Петербург) — российский государственный деятель, камер-юнкер (1854), курляндский губернатор, тайный советник (1878), сенатор (1885), социолог-органицист.
Родился в 1829 году в Белостоке в семье действительного статского советника Отто Фридриха фон Лилиенфельда и Констансы Довре (Constance d’Auvray), дочери генерала от инфантерии Фёдора Филипповича Довре (Fredrik August d’Auvray).
Окончил Александровский лицей (1848) с золотой медалью.
Служил мировым посредником в Санкт-Петербургской губернии, председателем петергофской земской управы и мирового съезда, санкт-петербургским вице-губернатором, курляндским губернатором, сенатором.
В 1883 году указом Сената получил высочайшее разрешение именоваться с нисходящим потомством Лилиенфельдом-Тоаль (по родовому имению его супруги — урождённой графини Меллин — мызе Тоаль в Эстляндской губернии).

## Научная деятельность
В 1860 году Лилиенфельд издал под псевдонимом Лилеев «Основные начала политической экономии», а в 1872 году — главное своё сочинение: «Мысли о социальной науке будущего», под инициалами П. Л., появившееся также и на немецком языке, в значительно дополненном виде.
Основная мысль труда — признание человеческого общества за организм не в переносном смысле, а в значении естественно-реального явления. В человеческой жизни и развитии действуют те же законы, как и во всей органической природе; социальный организм, как всякий высший организм в природе, состоит из двух взаимодействующих факторов — нервной системы и межклеточного вещества; вообще, все явления социальной жизни вполне аналогичны явлениям физиологическим.
Широко пользуясь сравнительно-биологическим методом, Лилиенфельд старался установить социально-эмбриологический закон, по которому при развитии отдельного человека замечаются те же периоды, как и при развитии всего человечества.
В 1894 году Лилиенфельд начал печатать в «Revue Internationale de Sociologie» новый труд: «La pathologie sociale». На социологических конгрессах 1894 и 1895 годах Лилиенфельд представил доклады: «La methode organique en sociologie» и «Y. a-t-il une loi de l’evolution des formes politiques?»
Занимал пост президента Международного института социологии.

## Награды
- Медаль «В память войны 1853—1856» (1856)[3]
- Орден Святого Станислава 2-й степени с императорской короной и мечами (1860)[3]
- Орден Святой Анны 2-й степени (1864)[3]
- Орден Святого Станислава 1-й степени с мечами (1870)[4]
- Орден Святой Анны 1-й степени (1872)[4]
- Орден Святого Владимира 2-й степени (1874)[5]
- Орден Белого орла (1888)[6]
- Орден Святого Александра Невского (1893)[6]

## Семья
Был женат на Каролине Шарлотте Наталии Эльмире, урождённой графине Меллин.
Сыновья:
- Анатолий Павлович Лилиенфельд-Тоаль (1865—1931) — пензенский губернатор в 1910—1914 годах.
- Карл Павлович Лилиенфельд-Тоаль — владел имением Сиворицы, которое продал за 200 тысяч рублей для больницы Кащенко в 1902 году.
- Павел Павлович Лилиенфельд-Тоаль — управлял родовым имением Губаницы до 1915 года и жил там же.